# Megalepthyphantes pseudocollinus
Megalepthyphantes pseudocollinus är en spindelart som beskrevs av Michael Ilmari Saaristo 1997. Megalepthyphantes pseudocollinus ingår i släktet Megalepthyphantes och familjen täckvävarspindlar. Inga underarter finns listade i Catalogue of Life.